# Lamar Walker
Lamar Walker (Spanish Town, 26 settembre 2000) è un calciatore giamaicano, centrocampista del Majd e della nazionale giamaicana.

## Caratteristiche tecniche
È un centrocampista offensivo.

## Carriera

### Club
Cresciuto nel settore giovanile del Portmore Utd, debutta in prima squadra il 4 marzo 2018 in occasione dell'incontro di Premier League giamaicana vinto 3-0 contro il Reno. Nel 2021 viene acquistato a titolo definitivo dal Miami FC.

### Nazionale
Nel 2021 viene convocato dalla nazionale giamaicana per prendere parte alla CONCACAF Gold Cup 2021.

## Palmarès

### Club

#### Competizioni nazionali
- Campionato giamaicano: 1

Portmore Utd: 2018-2019

#### Competizioni internazionali
- Campionato per club CFU: 1

Portmore Utd: 2018-2019